# Маяк (Солонянский район)
Маяк (укр. Маяк, до 2016 года — Червоный Маяк) — село,
Привольненский сельский совет,
Солонянский район,
Днепропетровская область,
Украина.
Код КОАТУУ — 1225086008. Население по переписи 2001 года составляло 384 человека.

## Географическое положение
Село Маяк находится на правом берегу реки Мокрая Сура,
выше по течению на расстоянии в 1,5 км расположено село Новотарасовка,
ниже по течению на расстоянии в 2,5 км расположено село Трудолюбовка.
По селу протекает пересыхающий ручей с запрудой.

## Экономика
- Озеро Червоный Маяк. Рыбалка в Днепропетровске и области.

## История
- В 1946 г. село Павловка переименовано в Червоный Маяк[3].
- В 2016 году село Червоный Маяк переименовано в Маяк.